# Brasão do Maranhão
O brasão do estado do Maranhão é o emblema heráldico e um dos símbolos oficiais do estado brasileiro do Maranhão.

## História
O Escudo Estadual foi criado pelo Decreto n.º 58, de 30 de dezembro de 1905, baixado pelo 1º Vice-Governador em exercício Alexandre Colares Moreira Junior e mantido pela Lei n.º 416, de 27 de agosto de 1906, sancionada pelo Governador Benedito Pereira Leite. O modelo original traz a assinatura do desenhista Lucílio.

## Descrição heráldica
é composto por uma moldura dourada e um círculo central. No centro há quatro partes que representam a bandeira do Maranhão, as cores do Brasil e a instrução através duma pena e um pergaminho. A forma do contorno da superfície do escudo será a mesma do escudo da Confederação Suíça e será limitada por molduras de estilo barroco amoldadas ao contorno; o campo do escudo será dividido em quatro partes — duas, em um dos lados, contendo as cores nacionais, verde e amarelo, e duas, do outro lado, contendo, a de cima, a bandeira do Estado reproduzida, e a de baixo o emblema da Instrução no meio de raios de luz; o escudo será encimado por uma coroa de louros e as molduras, ornatos e a coroa serão da cor dourada.

## França Equinocial (1612–1615)
Provavelmente o primeiro Brasão conferido ao Maranhão foi instituído pelo rei Luís XIII, durante o período da França Equinocial, onde, a região que compreende o norte do Estado fora tomada e colonizada por franceses que fundaram a cidade de São Luís por Daniel de La Touche. Descrito como: Sol das Índias ladeado pelas flores de lís da França, com lema: Indis sol splendet, splendescunt lilia Gallis.